# ليوناردو بيتشاني
ليوناردو بيتشاني (من مواليد 6 نوفمبر 1979 في نيلوبوليس) هو محامي وسياسي برازيلي ينتمي إلى الحركة الديمقراطية البرازيلية، ووزير سابق للرياضة عيّنه الرئيس ميشيل تامر. هو نجل نائب الدولة الموقوف عن العمل والرئيس السابق للجمعية التشريعية لريو دي جانيرو خورخي بيتشاني.